# 梁家墕乡
梁家墕乡，是中华人民共和国山西省晋中市灵石县下辖的一个乡镇级行政单位。

## 行政区划
梁家墕乡下辖以下地区：
梁家墕村、上庄村、马江村、柏洼村、南泊村、茹泊村、岩村、王家沟村、西沟村、暖会村、牛家峪村、杏圪塔村、上东掌村、演义村、沟二里村、马思坡村、田家山村、野场村、泉则坪村、张家庄村、上黄堆村、刘家庄村、下黄堆村、泊泊村、角角焉村和温家岭村。